# Podofomes
Podofomes là một chi nấm thuộc họ Polyporaceae.